# Streptanthus insignis
Streptanthus insignis är en korsblommig växtart som beskrevs av Jeps.. Streptanthus insignis ingår i släktet Streptanthus och familjen korsblommiga växter.

## Underarter
Arten delas in i följande underarter:
- S. i. insignis
- S. i. lyonii